# Pilisi Lajos
Pilisi Lajos, Grósz (Kalocsa, 1878. február 23. – Budapest, 1918. szeptember 6.) színész, haditudósító, színigazgató.

## Élete
Grósz József és Vapenka Anna fiaként született. A bajai gimnázium elvégzése után a Nautikára, a fiumei tengerészeti akadémiára jelentkezett. Éveket töltött az Adriai- és a Földközi-tengeren. 1894-ben tért vissza Magyarországra. Papnak készült, de csakhamar levetette a reverendát és 1896 virágvasárnapján Deák Péter társulatánál kezdett komikus és jellemszínészként dolgozni. 
1904-ben Ipolyságon lett igazgató, 1905 és 1908 között a pozsony–győr–sopron–komáromi társulatot vezette. Jeles partnerek (Cserey Irma, Somlay Artúr) társaságában járta az országot. 1908-ban vállalkozása csődbe ment. Utoljára a sopron-szombathelyi társulatnál színészkedett és Szombathelyen kezdett foglalkozni írással. 1913-ban abbahagyta a színészetet, újságírónak állt. A Vasvármegye című lap segédszerkesztője, később főszerkesztője lett.
Az első világháború alatt a Világ c. lap haditudósítója volt, bejárta a különböző harctereket, és sűrűn küldte be leírásait. Regényeket, verseket, színdarabokat egyaránt írt.
Negyvenévesen halt meg leukémiában. Titkára volt az Országos Radikális Pártnak és igazgatótanácsosa volt az Országos Színészegyesületnek.

### Magánélete
Neje, Pálffy Boriska (Pálffy Borbála Sarolta) énekesnő 1892. január 1-én született Kolozsvárott, 1914-ben lépett színpadra. 1914. november 24-én Kispesten kötöttek házasságot. Pálffy Boriska később dr. Bársony Lajos színész neje lett.

## Művei
- A királynő apródja (1906)
- Ezüst mezőkön (1911)
- A kárpáti harcokból (1915)
- A megrohant és felszabadított Erdély (1916)
- A vörös malom (1917)
- Dekroá Viktor csodálatos élete (1918)

### Színműve
- »Simon lovag éjszakája«, történeti színjáték. Bem. a budapesti Hadiparkban, 1917. aug. 26-án.

## Működési adatai
1879: Gyulafehérvár, Kassa, Ungvár; 1898: Szolnok, Szabadka; 1902: Zoltán Gyula; 1903: Tóváry Antal; 1908: Tóváry Antal; 1909: ismeretlen helyek; 1910–1912: Kövessy Albert, Mezei Béla; 1912–13: Turi Elemér.
Igazgatóként: 1905–1908: Pozsony–Moson–Győr–Sopron–Komárom.